# Alfons Lipp
Alfons Maria Lipp (geboren 11. März 1930 in Graz) ist ein österreichischer Theaterschauspieler und -regisseur.

## Leben
1952 wirkte Lipp im neoveristischen Film Wienerinnen – Schrei nach Liebe von Kurt Steinwendner mit. Verschiedene Engagements führten ihn nach Bochum, Hannover und Kiel, schließlich nach Heidelberg und Wiesbaden. In Heidelberg spielte er 1967 – in der Regie von Walter Davy – den Hamlet. 1966 und 1967 verkörperte er den Spielansager im Jedermann bei den Salzburger Festspielen, 1968 den Dünnen Vetter in derselben Inszenierung. 1967 führte er in Heidelberg Regie bei Brechts Einakter Der Fischzug. In Kiel inszenierte er in der Spielzeit 1968/69 Handkes Kaspar, am Staatstheater Wiesbaden 1972 Hochhuths Die Hebamme. 1977 spielte er in der Fernsehserie Notarztwagen 7 den Rektor.
1956 heiratete er die – in Bratislava gebürtige – Pädagogin und Schriftstellerin Christine Lipp, Mitglied der Mainzer Autorengruppe.